# (256697) Nahapetov
(256697) Nahapetov es un asteroide perteneciente al cinturón de asteroides, descubierto el 6 de enero de 2008 por Timur Kriachkov desde la Estación Zelenchukskaya, Cáucaso, Rusia.

## Designación y nombre
Designado provisionalmente como 2008 AZ1. Fue nombrado en homenaje a Rodion Nahapetov (n. 1944), quien es un destacado actor ruso nacido en Ucrania, Artista del Pueblo de Rusia, director de cine y guionista. Desde 1989 vive y trabaja en EE. UU. Organizó la "Fundación de Amistad Rodion Nahapetov", que ayuda a niños rusos enfermos a someterse a operaciones cardíacas gratuitas.

## Características orbitales
Nahapetov está situado a una distancia media del Sol de 2,463 ua, pudiendo alejarse hasta 2,602 ua y acercarse hasta 2,325 ua. Su excentricidad es 0,056 y la inclinación orbital 5,622 grados. Emplea 1412,08 días en completar una órbita alrededor del Sol.

## Características físicas
La magnitud absoluta de Nahapetov es 16,73. 